# Isla Sola (Uruguay)
La Isla Sola, perteneciente a Uruguay, se encuentra en el curso superior del Río de la Plata, al sur de la desembocadura del río Uruguay, frente a la localidad uruguaya de Carmelo.

## Historia
En sus inmediaciones se libró el 8 y el 9 de febrero de 1827 el más importante combate naval de la Guerra del Brasil que enfrentó a las Provincias Unidas del Río de la Plata y al Imperio del Brasil, la Batalla de Juncal (Ilha do Juncal), que resultó en una completa victoria de las Provincias Unidas.

## Descripción
Se trata de un afloramiento aluvional con forma redondeada, baja y anegadiza, con un diámetro aproximado de  340 m.
La formación de la isla no es de aluvión, por lo que es posible encontrar en su centro una zona rocosa, que fue explotada como cantera de granito y que ha formado una especie de laguna en su interior.
La vegetación es de pajonal excepto en su cara norte, donde es posible ver algunos árboles (algunos de gran porte). El canal sur es de acceso a la ciudad de Carmelo.
La isla no tiene  playas arenosas en ninguna de sus orientaciones. Al lado sur, se puede acceder al desembarco en bote por una pequeña "bahía" pedregosa. No es fácil el desembarco, aunque cuando se logra, es posible recorrer gran parte de la isla. se debe tener especial atención a la presencia de serpientes posiblemente venenosas que llegan con las correntadas de inundaciones del río.